# Crudosilis lomakini
Crudosilis lomakini là một loài bọ cánh cứng trong họ Cantharidae. Loài này được Tshernyshev miêu tả khoa học năm 1998.